# Борисов, Владимир Владимирович (актёр)
Владимир Владимирович Бори́сов (3 марта 1948, Москва, СССР — 26 апреля 2023, Самара, Россия) — советский и российский актёр. Народный артист Российской Федерации (1999). Лауреат Государственной премии РСФСР им. К. С. Станиславского (1976).

## Биография
Родился 3 марта 1948 года в Москве. В 1974 году окончил Театральное училище имени М. С. Щепкина по специальности «актёр драматического театра и кино» (педагог Михаил Царёв).
Снимался в кино. Наиболее известен ролью Семёна Савельева в многосерийном советском телефильме «Вечный зов».
Также заметные его актёрские работы в фильмах «На исходе лета», «Емельян Пугачёв», «На таёжных ветрах».
С 1975 года и до конца жизни служил в Самарском академическом театре драмы им. М. Горького.
Скоропостижно скончался 26 апреля 2023 года на 76-м году жизни в Самаре. Церемония прощания состоялась 28 апреля в Самарском драматическом театре, где с актёром также попрощался Губернатор Самарской области Дмитрий Азаров. Похоронен на Городском кладбище в Самаре.

## Семья
Жена — Нина Васильевна Борисова, работала в сфере туризма.
- Сын — Владимир Владимирович Борисов, окончил экономический факультет университета и работает по специальности в банке.

## Творчество

### Театральные работы
- 1975 — «Левша» Б. Рацера и В. К. Константинова. Режиссёр: П. Л. Монастырский — Левша, Царь[5]
- 1975 — «Золотая карета» Л. М. Леонова — Тимофей
- 1984 — «Чайка» А. П. Чехова. Режиссёр: Пётр Монастырский — Тригорин[5]
- 1986 — «Братья Карамазовы» по Ф. М. Достоевскому. Режиссёр: Пётр Монастырский — Алёша[5]
- 1991 — «Волки и овцы» А. Н. Островского. Режиссёр: П. Л. Монастырский — Беркутов[5]
- 1993 — «Хитроумная дурёха» по пьесе Лопе де Вега «Дурочка». Режиссёр: Пётр Монастырский — Лоуренсио[5]
- «Подари мне лунный свет» О. Д. Данилова. Режиссёр: Дмитрий Астрахан — Куприянов[5]
- 1997 — «Король, дама, валет» В. В. Набокова. Режиссёр: В. А. Гвоздков — Владимир[5]
- 1997 — «Яблочная леди» О. Д. Данилова. Режиссёр: М. А. Карпушкин — Судья[5]
- 1998 — «Замок в Швеции» Ф. Саган. Режиссёр: Вячеслав Гвоздков — Себастьян[5]
- 1998 — «Записки сумасшедшего» Н. В. Гоголя. Режиссёр: Г. Васильев — Поприщин[5]
- 1999 — «Пока она умирала». Н. Птушкиной. Режиссёр: Вячеслав Гвоздков — Игорь[5]
- 2000 — «Душечка». Режиссёры: Г. Васильев и Вячеслав Гвоздков — Смирнин[5]
- 2001 — «Униженные и оскорблённые» Ф. М. Достоевского. Режиссёр: Вячеслав Гвоздков — князь Волховский[5]
- 2002 — «Доходное место» А. Н. Островского. Режиссёр: Вениамин Фильштинский — Вышневский[5]
- 2002 — «Любовные письма» А. Гурней. Режиссёр: Вячеслав Гвоздков — Эндрю Лэдд III
- 2002 — «Загадочные вариации» Э.- Э. Шмитт. Режиссёр: Яак Аллик — Абель Знорко
- 2003 — «Номер 13» Рэя Куни. Режиссёр: Вячеслав Гвоздков — Ричард Уилли[5]
- 2003 — «Звуки музыки» Х. Линдсей, Р. Кроуз. Режиссёр: Вячеслав Гвоздков — Капитан Фон Трапп[5]
- 2004 — «Танцевальный марафон» Х. Маккой. Режиссёр: Паоло Ланди — Роки Граво[5]
- 2005 — «Ребята, я к вам!» А. Кутерницкий. Режиссёр: Вячеслав Гвоздков — Драгунский[5]
- 2005 — «Месье Амилькар или Человек, который платит» Ива Жамиака. Режиссёр: Вячеслав Гвоздков — Амилькар[5]
- 2007 — «Безумный день, или Женитьба Фигаро» П. Бомарше. Режиссёр: В. В. Гришко — граф Альмавива
- 2008 — «Детектор лжи» В. В. Сигарева. Режиссёр: Валерий Гришко — Гипнотизер
- 2008 — «Полковник птица» Христо Бойчева. Режиссёр: Вячеслав Гвоздков — Фетисов
- 2009 — «Алые паруса» Грин А.. Режиссёр: Р. Банионис — Лонгрен
- 2009 — «Шесть персонажей в поисках автора» Л. Пиранделло. Режиссёр: А. Джурджа — Отец
- 2012 — «Август. Графство Осейдж» Трейси Леттса. Режиссёр: С. Щипицин — Билл Фордам
- «Бешеные деньги» А. Н. Островского — Глумов
- «Последний посетитель» В. А. Дозорцева — Ермаков
- «Необычайные приключения солдата Ивана Чонкина» В. Н. Войновича — капитан Миляга
- «Гнездо глухаря» В. С. Розова — Пров
- «Подари мне лунный свет» О. Данилова — Сергей
- «Дачники» М. Горького — Суслов
- «Ревизор» Н. В. Гоголя — Иван Александрович Хлестаков

### Роли в кино
- 1970 — Кум Моргана
- 1978 — Вечный зов — Семён Фёдорович Савельев
- 1978 — Емельян Пугачёв — Ваня Почиталин
- 1979 — На исходе лета — Юра
- 1979 — На таёжных ветрах
- 1980 — Хлеб, золото, наган — Владимир Горбач
- 1982 — Усвятские шлемоносцы — Алёха
- 1986 — За явным преимуществом — Игорь
- 1987 — Зеркало для героя
- 1989 — А был ли Каротин?
- 1995 — Я иду искать
- 2015 — Главный — Василий Мишин

На некоторых интернет-ресурсах в фильмографию Владимира Владимировича Борисова ошибочно включены фильмы, в которых снимался его тёзка и однофамилец — Владимир Юрьевич Борисов (1961—2004).

## Признание и награды
- Государственная премия РСФСР имени К. С. Станиславского (1976) — за исполнение роли Тимофея Павловича Непряхина в спектакле «Золотая карета» Л. М. Леонова
- Заслуженный артист РСФСР (21 февраля 1989)
- Народный артист Российской Федерации (22 ноября 1999) — за большие заслуги в области искусства[1]
- медаль ордена «За заслуги перед Отечеством» II степени (1996)[7]
- Почётный знак Губернатора Самарской области «За труд во благо земли Самарской» (18 марта 2008) — за значительный вклад в развитие культуры в Самарской области[8]
- Лауреат премии «Самарская театральная муза» (1997, 2001, 2010)
- Лауреат Самарской городской премии зрительских симпатий «Браво!» в номинации «За верность самарскому зрителю» (2010)
- Лауреат театрального фестиваля им. Рыбакова в номинации «Актер России» (2012)